# Bahnstrecke Prettin–Annaburg West
| Streckennummer (DB): | 6828                    |                                    |                                    |
| Kursbuchstrecke (DB): | DR: 178q                |                                    |                                    |
| Kursbuchstrecke: | 152g (1934) 178q (1946) |                                    |                                    |
| Streckenlänge: | 12,5 km                 |                                    |                                    |
| Spurweite: | 1435 mm (Normalspur)    |                                    |                                    |
| |                         |                                    |                                    |
| \| \| \| von Dommitzsch (Strategische Bahn) \| \| \| \| \| Anst Hafen \| \| \| \| 0,0 \| Prettin \| Prettin \| \| \| \| Anst Fabrik \| \| \| \| 2,8 \| Hohndorf \| Hohndorf \| \| \| 5,6 \| Plossig \| Plossig \| \| \| 7,9 \| Naundorf (b Prettin) \| Naundorf (b Prettin) \| \| \| 10,0 \| Eichenhaide \| Eichenhaide \| \| \| 12,5 \| Annaburg West \| Annaburg West \| \| \| \| von Węgliniec \| \| \| \| 12,5 \| Annaburg \| Annaburg \| \| \| \| nach Roßlau (Elbe) \| \| \| \| \| \| \| \| Quellen: [1] \| \| \| \| |                         |                                    |                                    |
| Strecke (außer Betrieb) |                         | von Dommitzsch (Strategische Bahn) | von Dommitzsch (Strategische Bahn) |
| Abzweig geradeaus und von links (Strecke außer Betrieb) |                         | Anst Hafen                         | Anst Hafen                         |
| Bahnhof (Strecke außer Betrieb) | 0,0                     | Prettin                            | Prettin                            |
| Abzweig geradeaus und nach rechts (Strecke außer Betrieb) |                         | Anst Fabrik                        | Anst Fabrik                        |
| Haltepunkt / Haltestelle (Strecke außer Betrieb) | 2,8                     | Hohndorf                           | Hohndorf                           |
| Haltepunkt / Haltestelle (Strecke außer Betrieb) | 5,6                     | Plossig                            | Plossig                            |
| Haltepunkt / Haltestelle (Strecke außer Betrieb) | 7,9                     | Naundorf (b Prettin)               | Naundorf (b Prettin)               |
| Haltepunkt / Haltestelle (Strecke außer Betrieb) | 10,0                    | Eichenhaide                        | Eichenhaide                        |
| Bahnhof (Strecke außer Betrieb) | 12,5                    | Annaburg West                      | Annaburg West                      |
| Abzweig ehemals geradeaus und von rechts |                         | von Węgliniec                      | von Węgliniec                      |
| Bahnhof | 12,5                    | Annaburg                           | Annaburg                           |
| Strecke |                         | nach Roßlau (Elbe)                 | nach Roßlau (Elbe)                 |
| |                         |                                    |                                    |
| Quellen: |                         |                                    |                                    |

Die Bahnstrecke Prettin–Annaburg West war eine Nebenbahn in Sachsen-Anhalt, die ursprünglich als preußische Kleinbahn von der Prettin-Annaburger Kleinbahn AG erbaut und betrieben wurde. Sie begann in Stadt Prettin und führte nach Annaburg, wo sie in die die Bahnstrecke Węgliniec–Roßlau einmündete. Die Strecke wurde 1995 stillgelegt und nachher abgebaut.

## Geschichte
Die Prettin-Annaburger Kleinbahn AG wurde am 7. Februar 1901 gegründet. Mitgründer und Hauptaktionär war die Firma Paul Löser & Co in Berlin, die 77,4 Prozent der Aktien übernahm. Die übrigen Anteile lagen bei der Stadt Prettin. Im Jahr 1923 waren 95 Prozent der Aktien Eigentum der Provinz Sachsen.

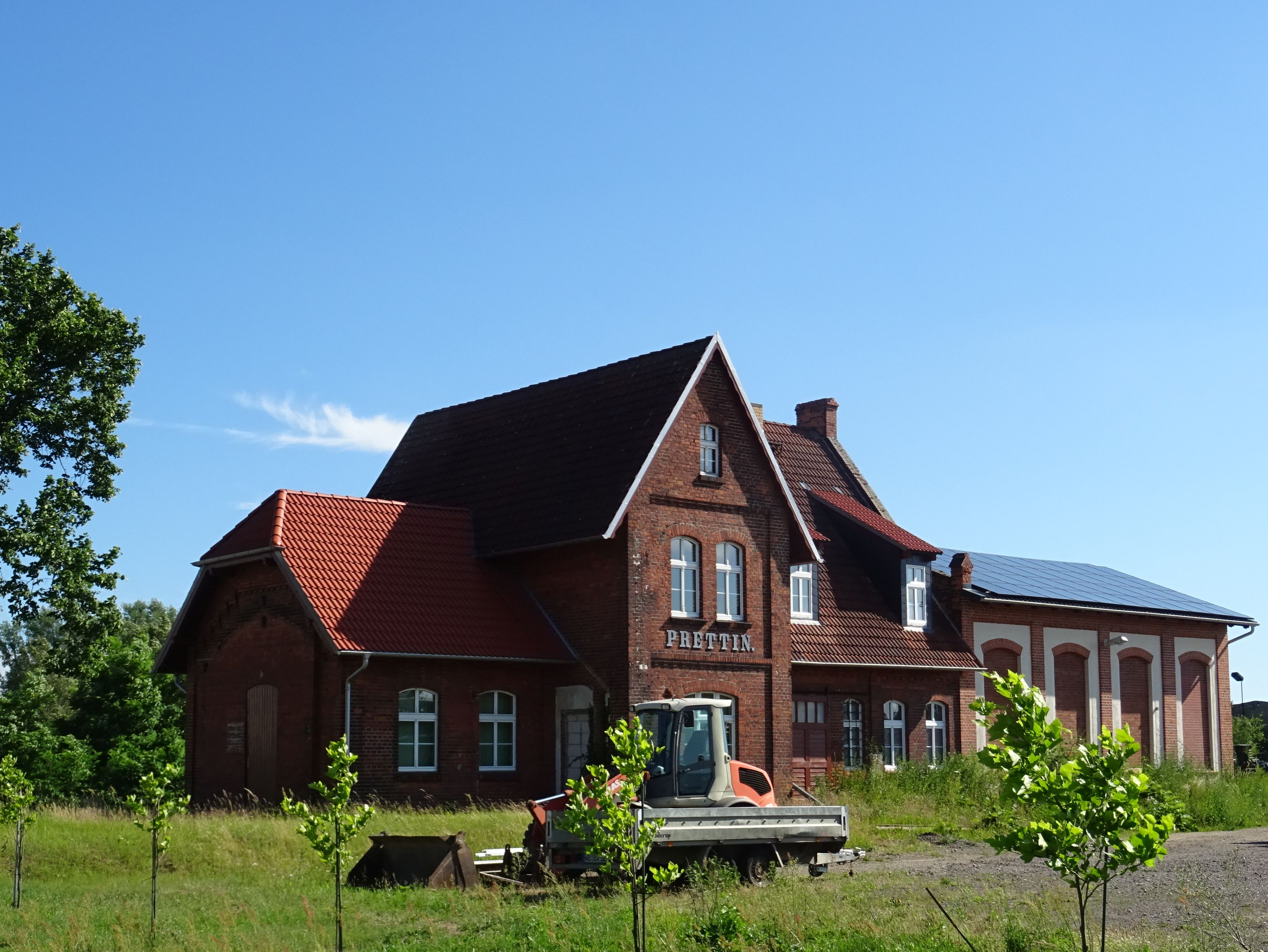
Bahnhof Prettin, Gleisseite (2017)

Der Güterverkehr wurde am 15. Juni 1902 eröffnet. Ab dem 17. April 1903 gab es auch Personenverkehr. In Annaburg lag der Kleinbahnhof Annaburg West rund 600 Meter vom Staatsbahnhof entfernt. Von hier führte die Strecke in westlicher Richtung bis zur Kleinstadt Prettin an der Elbe. Dort verband ein 1,7 Kilometer langes Anschlussgleis, das nur der Güterbeförderung diente, den Bahnhof mit dem Hafen.
Ab 1943 firmierte die Prettin-Annaburger Kleinbahn AG als Prettin-Annaburger Eisenbahn AG.
Den Betrieb führte ab 12. Juli 1920 die Kleinbahnabteilung des Provinzialverbandes Sachsen mit Sitz in Merseburg. Werktags verkehrten 1944 täglich fünf Personenzugpaare, die nur die dritte Wagenklasse führten.
Nach der Überführung in Volkseigentum im Jahr 1946 folgten zum Jahresbeginn 1947 die Sächsischen Provinzbahnen und ab 15. August 1948 die Vereinigung Volkseigener Betriebe (VVB) des Verkehrswesens Sachsen-Anhalt. 
Ab 1. April 1949 gehörte die Strecke zum Netz der Deutsche Reichsbahn. Diese stellte den Personenverkehr am 27. Mai 1961 ein; der Güterverkehr wurde – offiziell – noch bis zum 27. Mai 1995 bedient. Die Stilllegung erfolgte zum 1. Juni 1996.
Von der Bahnstrecke Pratau–Torgau zweigte ab 1983 bei Dommitzsch eine Strategische Bahn zur Elbe ab. Dort übte bis 1989 die Nationale Volksarmee (NVA) den pioniermäßigen Eisenbahnbrückenbau über die Elbe.
Der Archivbestand zur Prettin-Annaburger Kleinbahn befindet sich in der Abteilung Dessau des Landesarchivs Sachsen-Anhalt. 

## Fahrzeugeinsatz
Im Jahre 1939 standen eine Dampflokomotive, ein Dieseltriebwagen, drei Personen-, ein Pack- und neun Güterwagen zur Verfügung. 